# Carl Christian Mez

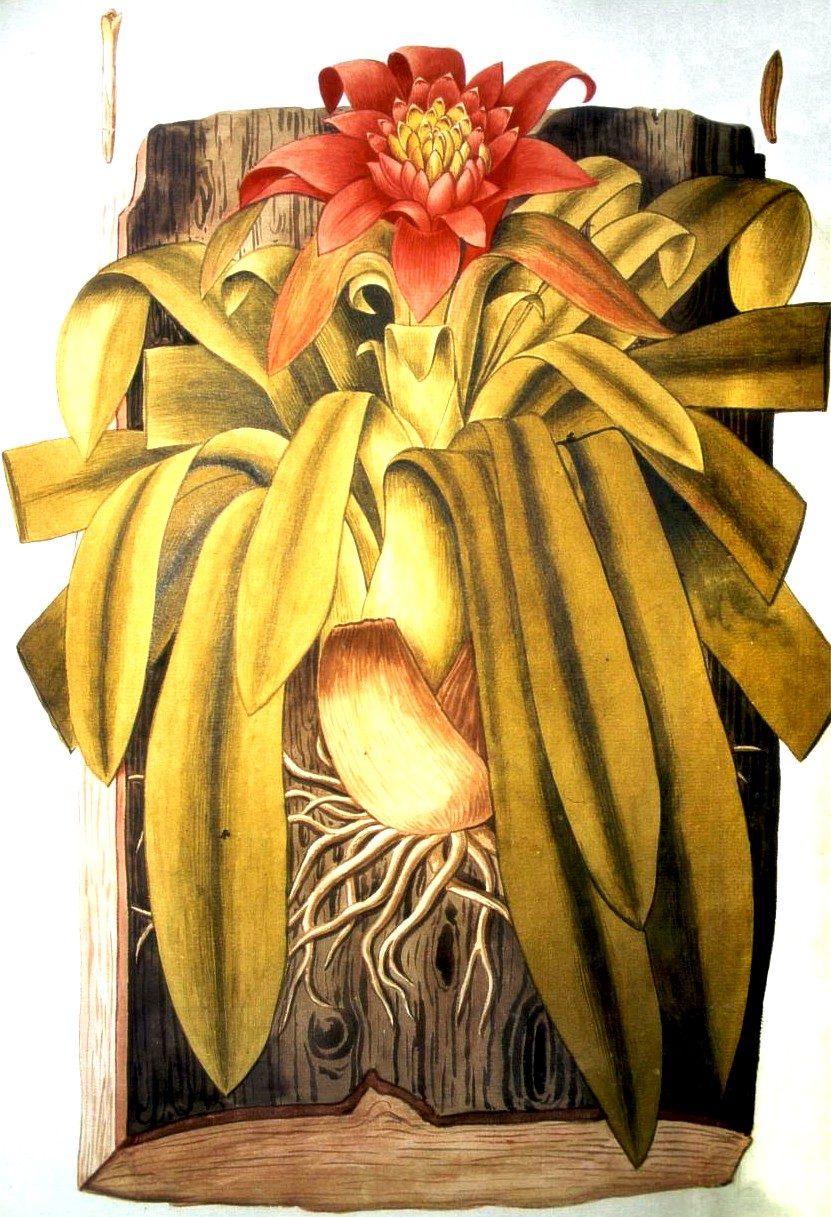
Guzmania lingulata (L.) Mez

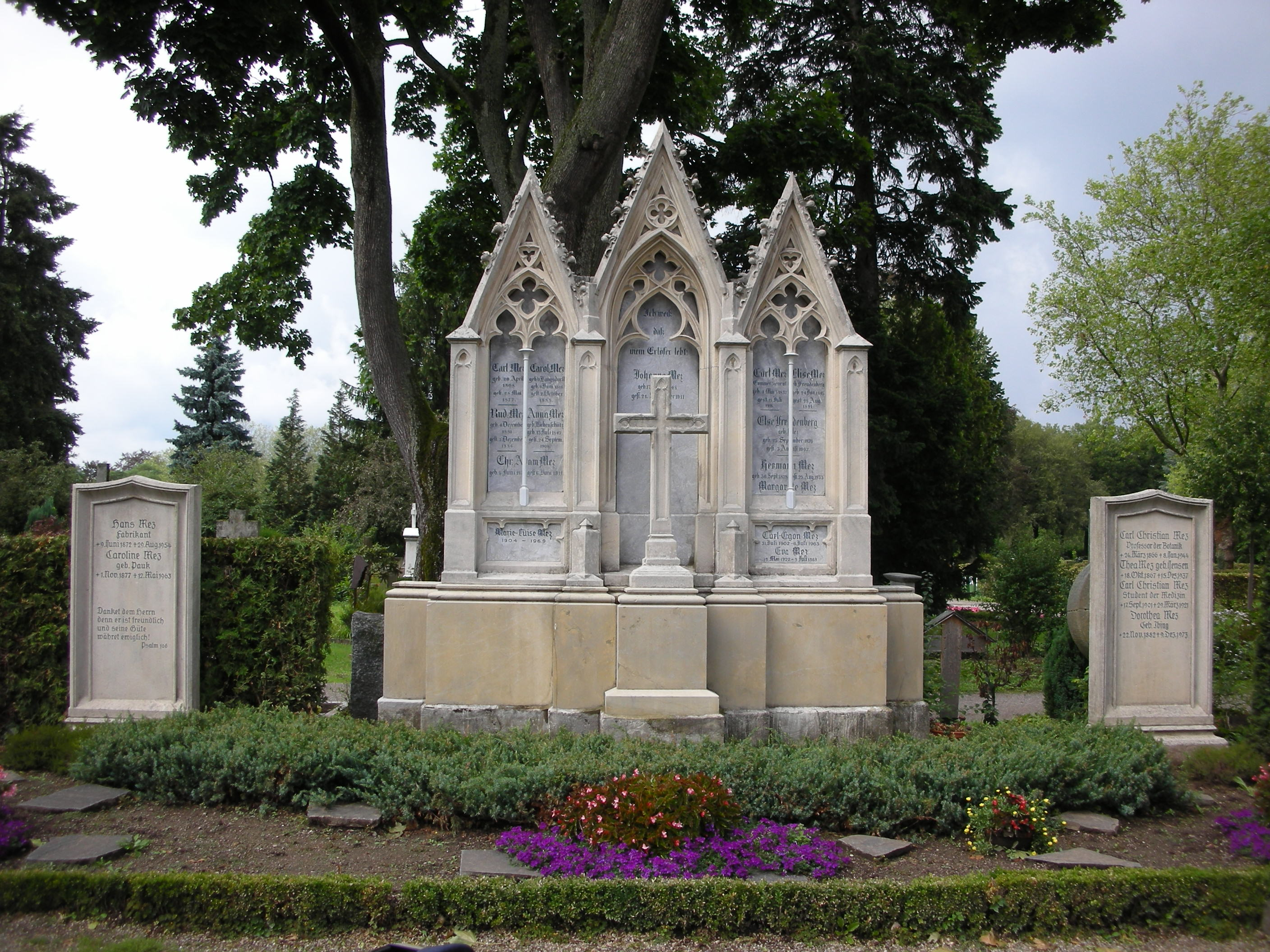
Grab von Mez auf dem Freiburger Hauptfriedhof, Inschrift auf dem rechten Stein

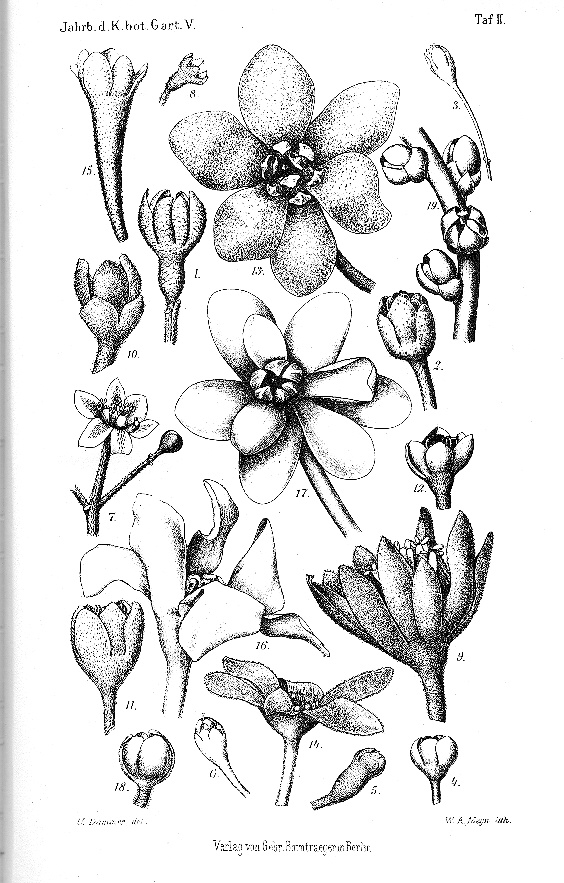
Tafel aus Lauraceae Americanae

Carl Christian Mez (* 26. März 1866 in Freiburg im Breisgau; † 8. Januar 1944 ebenda) war ein deutscher Botaniker und Universitätsprofessor.  Sein offizielles botanisches Autorenkürzel lautet „Mez“.

## Leben und Wirken
Carl Christian Mez entstammte einer Industriellenfamilie in Freiburg. Er war ein Enkel des Unternehmers und Politikers Karl Christian Mez (1808–1877). Schon als Gymnasiast interessierte sich Carl Mez für die Botanik und schrieb einen Beitrag über einen Inula-Bastard.
Er studierte zunächst von 1883 bis 1884 an der Albert-Ludwigs-Universität Freiburg, wechselte für ein Semester an die Universität Berlin und kehrte 1886 wieder nach Freiburg zurück. Seine Dissertation mit einem Thema über die Lauraceae legte er in Berlin vor und wurde dort zum Dr. phil. promoviert.
Mez heiratete 1860 Therese (Thea) Jensen, die Tochter des Schriftstellers Wilhelm Jensen. Gemeinsam hatten sie 5 Kinder, ihre älteste Tochter Marie heiratete den Psychologen Narziß Ach.
Nach kurzer Tätigkeit am Botanischen Museum in Berlin ging Mez an die Universität Breslau, habilitierte sich dort und arbeitete ab 1890 als Privatdozent. 1900 wurde Mez ordentlicher Professor für Systematische Botanik und Pharmacognosie an der Universität Halle und 1910 ordentlicher Professor für Pflanzenphysiologie an der Universität Königsberg, wo er auch die Leitung des Botanischen Gartens Königsberg übernahm und 1935 emeritiert wurde.
Mez begründete 1922 die Zeitschrift Das Botanische Archiv und war bis 1938 deren Herausgeber.
Seine Hauptforschungsgebiete waren Systematik und Physiologie. Weiter arbeitete er über Taxonomie und Morphologie vor allem der Lauraceae und führte die Serologie als Mittel der Verwandtschaftsforschung ein. Außerdem arbeitete er mykologisch und verfasste unter anderem Arbeiten über den Hausschwamm.

## Ehrungen
Die Pflanzengattungen Mezia Schwacke ex Niedenzu aus der Familie der Malpighiengewächse (Malpighiaceae), Meziella Schindler aus der Familie der Tausendblattgewächse (Haloragaceae), Mezilaurus Kuntze ex Taub. aus der Familie der Lorbeergewächse (Lauraceae), Mezochloa Butzin aus der Familie der Süßgräser (Poaceae), Neomezia Votsch aus der Familie der Primelgewächse (Primulaceae) und Meziothamnus Harms und Mezobromelia L.B.Sm., beide aus der Familie der Bromeliengewächse (Bromeliaceae), sind nach ihm benannt worden.  1907 wurde Mez zum Mitglied der Leopoldina berufen.

## Schriften (Auswahl)
- Lauraceae Americanae. Monographice descripsit. In: Jahrbuch des Königl. Botanischen Gartens und Museums zu Berlin. Band V. Gebrüder Borntraeger, Berlin 1889, S. 556.
- Myrsinaceae. In A.Engler: Das Pflanzenreich, Leipzig [u. a.] 1902.
- Mikroskopische Untersuchungen, vorgeschrieben vom Deutschen Arzneibuch : Leitfaden für das mikroskopisch-pharmakognostische Praktikum an Hochschulen und für den Selbstunterricht - Berlin : 1902
- Theophrastaceae. In A.Engler: Das Pflanzenreich. Leipzig [u. a.] 1903
- Der Hausschwamm und die übrigen holzzerstörenden Pilze der menschlichen Wohnungen : ihre Erkennung, Bedeutung und Bekämpfung. Dresden 1908.
- Die Haftung für Hausschwamm und Trockenfäule: eine Denkschrift für Baumeister, Hausbesitzer und Juristen .... Berlin 1910.
- Zur Theorie der Sero-Diagnostik - Deutsche Verl.-Ges. für Politik und Geschichte, Berlin 1925
- Drei Vorträge über die Stammesgeschichte der Pflanzenwelt mit 1 Stammbaum des Pflanzenreichs / 1925
- Theorien der Stammesgeschichte - Deutsche Verl.-Ges für Politik und Geschichte, Berlin 1926
- Versuch einer Stammesgeschichte des Pilzreiches. Halle (Saale) 1928.
- Bromeliaceae. In: A. Engler (Hrsg.): Das Pflanzenreich. Regni vegetabilis conspectus. Band IV.32, Nr. 100. Wilhelm Engelmann, Leipzig 1935.

## Einzelreferenzen
1. ↑  Lotte Burkhardt: Verzeichnis eponymischer Pflanzennamen – Erweiterte Edition. Teil I und II. Botanic Garden and Botanical Museum Berlin, Freie Universität Berlin, Berlin 2018, ISBN 978-3-946292-26-5 doi:10.3372/epolist2018.
2. ↑  Walter Erhardt u. a.: Der große Zander. Enzyklopädie der Pflanzennamen. Band 2, Seite 1998. Verlag Eugen Ulmer, Stuttgart 2008. ISBN 978-3-8001-5406-7

| Personendaten    | Personendaten                                 |
| ---------------- | --------------------------------------------- |
| NAME             | Mez, Carl Christian                           |
| KURZBESCHREIBUNG | deutscher Botaniker und Universitätsprofessor |
| GEBURTSDATUM     | 26. März 1866                                 |
| GEBURTSORT       | Freiburg im Breisgau                          |
| STERBEDATUM      | 8. Januar 1944                                |
| STERBEORT        | Freiburg im Breisgau                          |